# Sophie Marie von Voß
Sophie Marie von Voß, nata von Pannewitz (Schönfliess, 11 marzo 1729 – Berlino, 31 dicembre 1814), è stata una nobildonna tedesca.
Dama di corte dal 1743, tenne un notevole diario in lingua francese.

## Biografia
Era la figlia di Wolf Adolf von Pannwitz, e di sua moglie, Johanna Maria Auguste von Jasmund. 
Sophie trascorse la sua infanzia alla corte della moglie del re soldato, la regina Sofia Dorotea. Nel 1743, all'età di 14 anni, divenne Dama di corte. Per sette anni è stata Sophie Dorothea nascono con grande riverenza. Guglielmina di Prussia, sorella di Federico il Grande, ha riferito nelle sue memorie: "La giovane Pannwitz era bella come un angelo. Quando ha incontrato il re sulla scala a chiocciola che conduce alle stanze della regina, e tentò di baciarla, lo schiaffeggiò".
Nel 1751 sposò Johann Ernst von Voß (1726-1793), Presidente del Governo a Magdeburgo e dal 1763 ciambellano di Federico il Grande a Schönhausen. Nonostante i problemi familiari, la contessa von Voß è rimasta a Schönhausen fino al 1786. Dopo la morte del marito nel 1793, all'età di 64 anni, si ritirò nella loro proprietà a Meclemburgo. In occasione del matrimonio di Federico Guglielmo III, divenne dama della principessa ereditaria Luisa. 
Quando Napoleone occupò la Prussia, la corte si trasferì a Memel. 

## Morte
Morì il 31 dicembre 1814.